# Айгильдино
Айгильдино (баш. Айгилде) — деревня в Бирском районе Республики Башкортостан Российской Федерации. Входит в состав Чишминского сельсовета. 

## География

### Географическое положение
Расстояние до:
- районного центра (Бирск): 32 км,
- центра сельсовета (Чишма): 7 км,
- ближайшей ж/д станции (Уфа): 104 км.

## Население
| 2002 | 2009 | 2010 |
| ---- | ---- | ---- |
| 111  | →111 | ↘109 |